# Segunda fase da Copa Sul-Americana de 2015
A segunda fase da Copa Sul-Americana de 2015 foi disputada entre 18 de agosto e 17 de setembro. Os vencedores de cada chave classificaram-se para a fase final, iniciando a partir das oitavas de final.
As equipes se enfrentaram em jogos eliminatórios de ida e volta, classificando-se a que somasse o maior número de pontos. Em caso de igualdade em pontos, a regra do gol marcado como visitante seria utilizada para o desempate. Persistindo o empate, a vaga seria definida em disputa por pênaltis.
Equipes da Argentina e do Brasil fizeram confrontos nacionais nesta fase, junto com as outras dezesseis equipes das demais federações classificadas da primeira fase.

## Resultados
| Chave | Equipe 1                                                 | Total                                                    | Equipe 2                                                 | Ida                                                      | Volta                                                    |
| ----- | -------------------------------------------------------- | -------------------------------------------------------- | -------------------------------------------------------- | -------------------------------------------------------- | -------------------------------------------------------- |
| O1    | LDU Quito                                                | 2–0                                                      | Nacional                                                 | 1–0                                                      | 1–0                                                      |
| O2    | Defensor Sporting                                        | 4–0                                                      | Universitario                                            | 3–0                                                      | 1–0                                                      |
| O3    | Nacional                                                 | 1–2                                                      | Santa Fe                                                 | 0–2                                                      | 1–0                                                      |
| O4    | Deportivo La Guaira                                      | 1–5                                                      | Sportivo Luqueño                                         | 1–1                                                      | 0–4                                                      |
| O5    | Brasília                                                 | 2–0                                                      | Goiás                                                    | 0–0                                                      | 2–0                                                      |
| O6    | Olimpia                                                  | 3–2                                                      | Águilas Doradas                                          | 1–1                                                      | 2–1                                                      |
| O7    | Tigre                                                    | 2–6                                                      | Huracán                                                  | 2–5                                                      | 0–1                                                      |
| O8    | Ponte Preta                                              | 1–4                                                      | Chapecoense                                              | 1–1                                                      | 0–3                                                      |
| O9    | Universidad Católica                                     | 2–4                                                      | Libertad                                                 | 2–3                                                      | 0–1                                                      |
| O10   | Bahia                                                    | 2–4                                                      | Sport                                                    | 1–0                                                      | 1–4                                                      |
| O11   | Arsenal de Sarandí                                       | 1–2                                                      | Independiente                                            | 1–1                                                      | 0–1                                                      |
| O12   | Joinville                                                | 0–3                                                      | Atlético Paranaense                                      | 0–2                                                      | 0–1                                                      |
| O13   | Deportes Tolima                                          | 2–1                                                      | Junior de Barranquilla                                   | 0–1                                                      | 2–0                                                      |
| O14   | Emelec                                                   | 0–0 (3–2 p)                                              | Juventud                                                 | 0–0                                                      | 0–0                                                      |
| O15   | Belgrano                                                 | 2–6                                                      | Lanús                                                    | 1–1                                                      | 1–5                                                      |
| O16   | River Plate diretamente classificado às oitavas de final | River Plate diretamente classificado às oitavas de final | River Plate diretamente classificado às oitavas de final | River Plate diretamente classificado às oitavas de final | River Plate diretamente classificado às oitavas de final |

Todas as partidas estão no horário local.

### Chave O1
| 26 de agosto  | LDU Quito     | 1 – 0     | Nacional | Estádio Casa Blanca, Quito                   |
| 16:45 (UTC−5) | Matamoros 39' | Relatório |          | Público: 10 000 Árbitro: PER Víctor Carrillo |

| LDU Quito | Nacional-PAR |

| 16 de setembro | Nacional | 0 – 1     | LDU Quito           | Estádio Defensores del Chaco, Assunção       |
| 18:00 (UTC−4)  |          | Relatório | Cavallaro 84' (pen) | Público: 4 000 Árbitro: BRA Luiz de Oliveira |

| Nacional-PAR | LDU Quito |

### Chave O2
| 26 de agosto  | Defensor Sporting           | 3 – 0     | Universitario | Estádio Luis Franzini, Montevidéu         |
| 16:30 (UTC−3) | Acuña 69', 88' · Lozano 75' | Relatório |               | Público: 2 000 Árbitro: CHI Enrique Osses |

| Defensor | Universitario |

| 15 de setembro | Universitario | 0 – 1     | Defensor Sporting | Estádio Monumental, Lima               |
| 19:30 (UTC−5)  |               | Relatório | Castro 4'         | Público: 3 000 Árbitro: ECU Omar Ponce |

| Universitario | Defensor |

### Chave O3
| 27 de agosto  | Nacional | 0 – 2     | Santa Fe                | Estádio Gran Parque Central, Montevidéu  |
| 19:00 (UTC−3) |          | Relatório | Morelo 63' · Seijas 74' | Público: 15 000 Árbitro: BOL Raúl Orosco |

| Nacional-URU | Santa Fe |

| 16 de setembro | Santa Fe | 0 – 1     | Nacional   | Estádio El Campín, Bogotá                   |
| 19:00 (UTC−5)  |          | Relatório | Romero 68' | Público: 16 598 Árbitro: ARG Mauro Vigliano |

| Santa Fe | Nacional-URU |

### Chave O4
| 27 de agosto     | Deportivo La Guaira | 1 – 1     | Sportivo Luqueño | Estádio Olímpico da UCV, Caracas           |
| 17:00 (UTC−4:30) | Arrieta 23'         | Relatório | Di Vanni 29'     | Público: 1 000 Árbitro: ARG Diego Ceballos |

| La Guaira | Sp. Luqueño |

| 15 de setembro | Sportivo Luqueño                                 | 4 – 0     | Deportivo La Guaira | Estádio Feliciano Cáceres, Luque              |
| 18:00 (UTC−4)  | Ortega 7', 85' · Leguizamón 25' (pen) · Ruiz 54' | Relatório |                     | Público: 10 000 Árbitro: URU Jonhatan Fuentes |

| Sp. Luqueño | La Guaira |

### Chave O5
| 18 de agosto  | Brasília | 0 – 0     | Goiás | Estádio Bezerrão, Gama                   |
| 21:15 (UTC−3) |          | Relatório |       | Público: 1 106 Árbitro: COL Luis Sánchez |

| Brasília | Goiás |

| 25 de agosto  | Goiás | 0 – 2     | Brasília                        | Estádio Serra Dourada, Goiânia                  |
| 21:15 (UTC−3) |       | Relatório | André Oliveira 50' · Morais 54' | Público: 5 075 Árbitro: PAR Mario Díaz de Vivar |

| Goiás | Brasília |

### Chave O6
| 26 de agosto  | Olimpia   | 1 – 1     | Águilas Doradas | Estádio Defensores del Chaco, Assunção  |
| 20:15 (UTC−4) | Núñez 52' | Relatório | Páez 86'        | Público: 22 500 Árbitro: PER Diego Haro |

| Olimpia | Águilas |

| 15 de setembro | Águilas Doradas | 1 – 2     | Olimpia               | Estádio Atanasio Girardot, Medellín        |
| 19:00 (UTC−5)  | Páez 19'        | Relatório | Núñez 3' · Torres 13' | Público: 2 000 Árbitro: ECU Roddy Zambrano |

| Águilas | Olimpia |

### Chave O7
| 26 de agosto  | Tigre                    | 2 – 5     | Huracán                                               | Estádio José Dellagiovanna, Victoria         |
| 21:00 (UTC−3) | Wilchez 78' · Luna 80' · | Relatório | Bogado 11' (pen) · Espinoza 21', 44', 59' · Ábila 58' | Público: 8 000 Árbitro: URU Jonhatan Fuentes |

| Tigre | Huracán |

| 16 de setembro | Huracán        | 1 – 0     | Tigre | Estádio Tomás Adolfo Ducó, Buenos Aires      |
| 18:30 (UTC−3)  | Mancinelli 58' | Relatório |       | Público: 9 000 Árbitro: VEN Jesús Valenzuela |

| Huracán | Tigre |

### Chave O8
| 19 de agosto  | Ponte Preta | 1 – 1     | Chapecoense | Estádio Moisés Lucarelli, Campinas        |
| 22:00 (UTC−3) | Leandro 88' | Relatório | Wagner 56'  | Público: 3 770 Árbitro: ARG Silvio Trucco |

| Ponte Preta | Chapecoense |

| 26 de agosto  | Chapecoense                                        | 3 – 0     | Ponte Preta | Arena Condá, Chapecó                       |
| 22:00 (UTC−3) | Roger 45' (pen) · Tiago Luís 61' · Bruno Silva 75' | Relatório |             | Público: 2 813 Árbitro: ARG Mauro Vigliano |

| Chapecoense | Ponte Preta |

### Chave O9
| 27 de agosto  | Universidad Católica     | 2 – 3     | Libertad                                   | Estádio San Carlos de Apoquindo, Santiago  |
| 20:45 (UTC−3) | González 8' · Llanos 31' | Relatório | Aquino 51' (pen) · Ortiz 54' · Recalde 86' | Público: 10 000 Árbitro: URU Darío Ubríaco |

| U. Católica | Libertad |

| 17 de setembro | Libertad  | 1 – 0     | Universidad Católica | Estádio Dr. Nicolás Leoz, Assunção        |
| 20:00 (UTC−4)  | López 16' | Relatório |                      | Público: 6 000 Árbitro: COL Wilmar Roldán |

| Libertad | U. Católica |

### Chave O10
| 19 de agosto  | Bahia          | 1 – 0     | Sport | Arena Fonte Nova, Salvador                  |
| 22:00 (UTC−3) | Biancucchi 24' | Relatório |       | Público: 22 000 Árbitro: ARG Germán Delfino |

| Bahia | Sport |

| 26 de agosto  | Sport                                        | 4 – 1     | Bahia          | Estádio Ilha do Retiro, Recife            |
| 22:00 (UTC−3) | Rithely 51' · Hernane 78', 90+4' · Elber 85' | Relatório | Biancucchi 73' | Público: 8 201 Árbitro: CHI Roberto Tobar |

| Sport | Bahia |

### Chave O11
| 26 de agosto  | Arsenal de Sarandí | 1 – 1     | Independiente | Estádio Julio Humberto Grondona, Sarandí   |
| 19:00 (UTC−3) | Lértora 31'        | Relatório | Vitale 69'    | Público: 1 000 Árbitro: BRA Leandro Vuaden |

| Arsenal | Independiente |

| 16 de setembro | Independiente  | 1 – 0     | Arsenal de Sarandí | Estádio Libertadores de América, Avellaneda |
| 21:30 (UTC−3)  | Albertengo 86' | Relatório |                    | Público: 25 000 Árbitro: URU Andrés Cunha   |

| Independiente | Arsenal |

### Chave O12
| 20 de agosto  | Joinville | 0 – 2     | Atlético Paranaense               | Arena Joinville, Joinville                     |
| 21:15 (UTC−3) |           | Relatório | Walter 42' · Douglas Coutinho 69' | Público: 3 064 Árbitro: URU Christian Ferreyra |

| Joinville | Atlético-PR |

| 27 de agosto  | Atlético Paranaense | 1 – 0     | Joinville | Arena da Baixada, Curitiba                    |
| 21:15 (UTC−3) | Nikão 24'           | Relatório |           | Público: 11 725 Árbitro: COL Wilson Lamouroux |

| Atlético-PR | Joinville |

### Chave O13
| 26 de agosto  | Deportes Tolima | 0 – 1     | Junior de Barranquilla | Estádio Metropolitano de Techo, Bogotá  |
| 21:15 (UTC−5) |                 | Relatório | Hernández 72' (pen)    | Público: 4 000 Árbitro: BOL Gery Vargas |

| Tolima | Junior |

| 17 de setembro | Junior de Barranquilla | 0 – 2     | Deportes Tolima             | Estádio Metropolitano, Barranquilla       |
| 16:30 (UTC−5)  |                        | Relatório | Estrada 22' · Delgado 45+1' | Público: 7 000 Árbitro: BRA Raphael Claus |

| Junior | Tolima |

### Chave O14
| 27 de agosto  | Emelec | 0 – 0     | Juventud | Estádio Christian Benítez Betancourt, Guaiaquil |
| 21:00 (UTC−5) |        | Relatório |          | Público: 8 000 Árbitro: ARG Néstor Pitana       |

| Emelec | Juventud |

| 17 de setembro | Juventud | 0 – 0     | Emelec | Estádio Luis Franzini, Montevidéu           |
| 18:30 (UTC−3)  |          | Relatório |        | Público: 2 000 Árbitro: PAR Enrique Cáceres |

|                                     |       | Penalidades                |  |
| Carini Mirabaje Romero Varela Reyes | 2 – 3 | Bolaños Guagua Mina Gaibor |  |

| Juventud | Emelec |

### Chave O15
| 27 de agosto  | Belgrano   | 1 – 1     | Lanús     | Estádio Mario Alberto Kempes, Córdova     |
| 21:15 (UTC−3) | Márquez 1' | Relatório | Gómez 88' | Público: 24 000 Árbitro: BRA Sandro Ricci |

| Belgrano | Lanús |

| 17 de setembro | Lanús                                                                            | 5 – 1     | Belgrano      | Estádio La Fortaleza, Lanús                |
| 21:00 (UTC−3)  | Aguirre 3' (pen) · Braghieri 39' · Farré 59' (g.c.) · Almirón 77' · Di Renzo 90' | Relatório | Velázquez 68' | Público: 14 000 Árbitro: PAR Antonio Arias |

| Lanús | Belgrano |